# Mechanische Welle

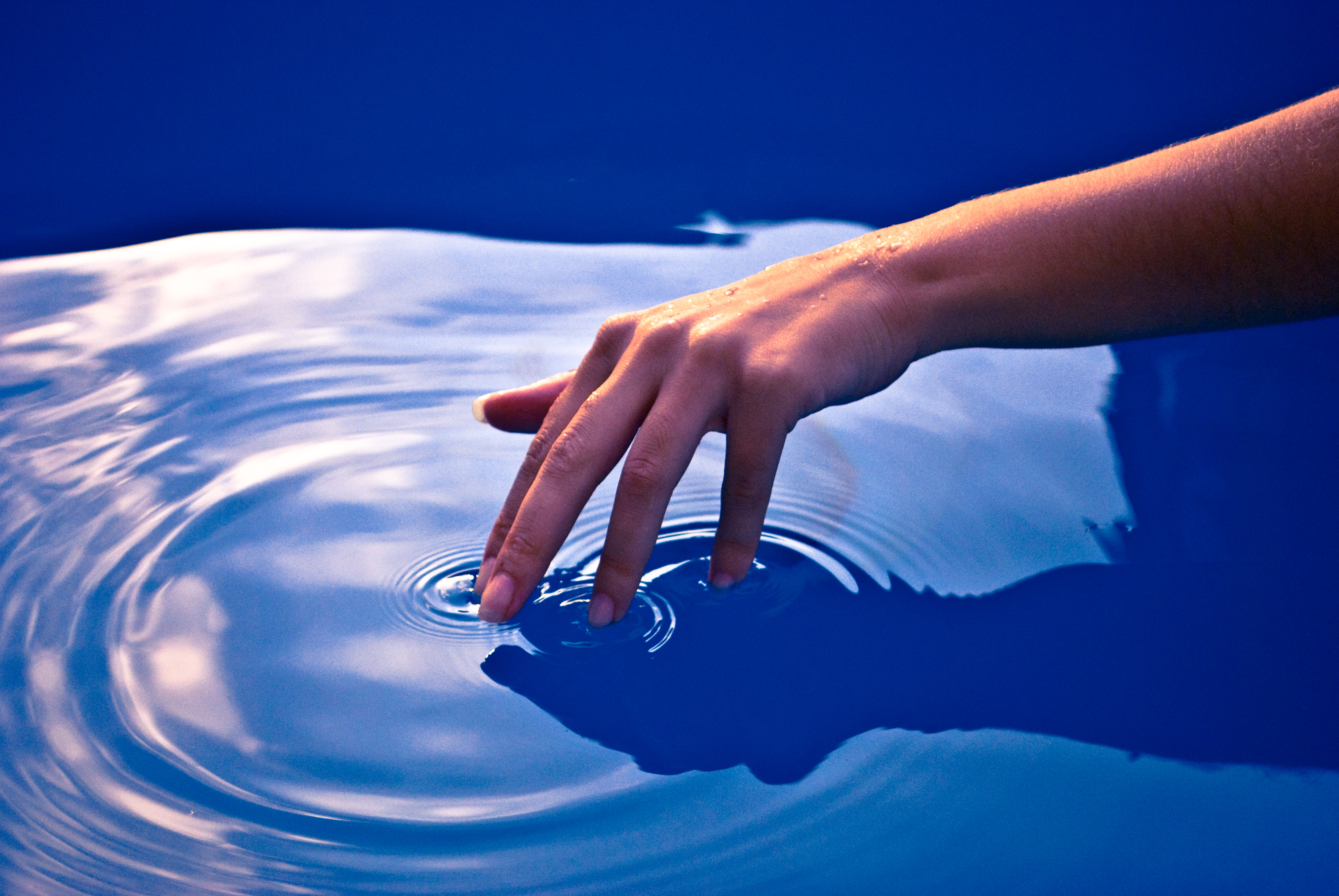
Wasserwellen als Beispiel für mechanische Oberflächenwellen.

Eine mechanische Welle ist die räumliche Ausbreitung einer Schwingung von Materie (mechanische Schwingung). Im Gegensatz zu anderen Wellentypen benötigen mechanische Wellen damit schwingfähige Medien (Gase, Fluide oder Festkörper), um sich ausbreiten zu können.
Mechanische Wellen transportieren hierbei nicht die Teilchen selbst, sondern wie jede andere Welle nur die Energie der anfänglichen Störung.
Zu den Beispielen zählen Wasserwellen, Schallwellen, seismische Wellen und allgemein Vibrationen.

## Ausbreitungsverhalten
Aufgrund der Ausbreitung in einem Medium nimmt die Amplitude einer mechanischen Welle mit zunehmendem Abstand zur Quelle ab. Die Amplitudenabnahme hängt dabei von den Medien und Medienübergängen (Dämpfung, Streuung, Beugung, Reflexion und Refraktion) und der Abstrahlungscharakteristik (Geometrical-Spreading) ab.
Die Frequenz einer mechanischen Welle bleibt bei Phasenübergängen für gewöhnlich erhalten, jedoch ändert sich in Abhängigkeit von Medium die Ausbreitungsgeschwindigkeit und somit auch die Wellenlänge.
Aufgrund der Dispersionseigenschaften vieler Medien muss die Ausbreitungsgeschwindigkeit mechanischer Wellen häufig in Gruppen- und Phasengeschwindigkeiten unterschieden werden.
Bei dem Übergang zwischen zwei Medien tritt bei mechanischen Wellen neben Reflexion und Brechung zwangsläufig Wellenkonversion auf.

## Arten
Mechanische Wellen können sowohl als Transversalwellen als auch als Longitudinalwellen auftreten. Bei Transversalwellen ist die propagierende Schwingung senkrecht zur Ausbreitungsrichtung orientiert. Beispiele für transversale mechanische Wellen sind Kapillarwellen. Bei Longitudinalwellen erfolgt die Schwingung in Ausbreitungsrichtung. Beispiele für longitudinale mechanische Wellen sind Schallwellen in Luft. 
Mechanische Longitudinalwellen können sich in gasförmiger, flüssiger und fester Materie ausbreiten, während mechanische Transversalwellen nur in Materie mit ausreichend großen Schermodulen, typischerweise in fester Materie, auftreten. In Feststoffen können mechanische Wellen sowohl transversale als auch longitudinale Schwingungskomponenten enthalten. Seismische Wellen besitzen beispielsweise sowohl longitudinale Komponenten (P-Wellen) als auch transversale Komponenten (S-Wellen).